# 福元美砂恵
福元 美砂恵（ふくもと みさえ、1975年7月30日-）は、日本のAV女優。グランドプロダクション所属。
血液型:O型。身長:162cm。スリーサイズ:B86(E-65)・W63・H90cm。
趣味:料理、呑み歩き、食べ歩き
特技:着付け、和裁、前立腺マッサージ

## 略歴・人物
2011年に「仲間麗奈」名義でAVデビュー。2012年9月に「福元美砂恵」に改名した。熟女系のAV女優である。

## 出演作品

### アダルトビデオ
2011年
- 寝取られ熟女姉妹 愛する息子を奪われて（8月5日、小林興業）
- 近親相姦 母の膣 仲間麗奈（エマニエル）
- 新人妻 麗奈38歳(9月16日、タカラ映像)
- 期待と不安を胸に、AVに興味がある熟れた人妻がやって来ました(9月21日、アテナ映像)
- 友達の母親 最終章（9月29日、花園）
- 人妻面接ドキュメント（11月22日、月見草）
- 奴隷母娘（11月15日、サウスポート）
- ばついち9 ご無沙汰ま○こはすぐ開く（12月16日、クリスタル映像）
- 私の息子と交換しない 息子交換物語 No3（12月27日、月見草）

2012年
- 叔母さんの童貞狩り（2月5日、小林興業）
- 遺品整理業者の僕は仕事先に居た未亡人とＨをしてしまい、その一部始終を見ていた（3月21日、DOC）
- 近親相姦 禁断の姉弟交尾 仲間麗奈（3月3日、STILL WORKS）
- 実録 痴漢電車 No2（3月19日、グラフィティジャパン）
- 期待と不安を胸に、AVに興味がある熟れた人妻がやって来ました（3月23日、アテナ映像）
- 山口県北部に萩市 新設された介護施設の本当にあったエロ行為 美しすぎる中高年の熟女ヘルパーたち（5月10日、グローバルメディア）
- デイホームむくの木 実直な介護士を気取る中年男の実態は、婚活中のアラフォー熟女をその気にさせ、ハメ撮りして犯り逃げる卑劣な男だった（5月15日、光夜蝶）
- 私の妻を犯してください。 No3（5月25日、なでしこ）
- 綺麗なおばさんは好きですか ご無沙汰しているパートおばさんのバイト男子学生口説き（6月10日、ホットエンターテイメント）
- 中出し近親相姦 息子の精子入れちゃいました。 仲間麗奈（6月21日、松）
- 年齢の数だけイカせます。（7月15日、光夜蝶）
- 本当にあった 昼下がり団地妻乱交（7月27日、スパイスビジュアル）共演:西城玲華
- 自画撮り玩具オナニー 大人のおもちゃ開発モニター女性の生映像 No2（8月10日、マダムス）
- 母が娘に強制食糞レズ（8月14日、ラマニア）
- 母と息子のAV出演 息子の前で抱かれる母親に息子は・・・ No4（8月15日、光夜蝶）
- 巨乳ママさんバレー部合宿 No3（9月6日、グローリークエスト）
- 仲間麗奈の初アナル姦通と2穴FUCK（9月20日、AROUND）
- 夫以外の男とのSEXで感じ「妊娠してもいいから」と声をあげて精子を注ぎ込まれるのを拒まない欲求不満の熟女（9月28日、Mellow Moon）
- レズられて 学校でよくある禁断な関係3 大槻ひびき 仲間麗奈（9月25日、ジャネス）他出演:大槻ひびき
- ジコマン 美熟女編（10月12日、アットワンコミュニケーション）
- 誘惑レズミセス4 松本まりな 仲間麗奈（10月13日、U&K）
- 近親相姦 息子に性奴隷にされる義母2 仲間麗奈（10月26日、なでしこ）
- 姉と妹の異常性欲！美熟女近親レズビアン　松本まりな 仲間麗奈（11月5日、ジャネス）共演:松本まりな
- 熟年者のセックスライフ No5（11月5日、ジャネス）
- 美女の聖水黄金調教3 ドS美熟女の完全食糞編 福元美砂恵（11月10日、超醜い豚便器）
- オラの女房さ抱いてけろ 千葉県某村からの手紙（11月15日、ネクストイレブン）
- 人間崩壊シリーズ22 ゲロスカ痴女 便器の躾 福元美砂恵（11月17日、ラッシュ）
- ママ友レズビアン(11月15日、ネクストイレブン）
- 「昭和山村夜這い村 後家の手ほどき（11月20日、ネクストイレブン）
- 四〜五十路熟女の淫らな腰つき ディルド騎乗位オナニー（11月20日、黄伐折羅）
- 倦怠期を解消させる夫婦の感情、再び感じ合う熱愛（11月22日、ソフトオンデマンド）
- 飢えた人妻たちの不倫パーティー No3（11月23日、なでしこ）
- 義兄に飼育される弟の嫁 福元美砂恵（11月23日、ドリームステージ）
- 泥酔美熟女24時 仲間麗奈（11月23日、オフィスケイズ）
- 中出し人妻不倫旅行 27 仲間麗奈（11月25日、ビッグモーカル）
- 熟女エステ 柔肉オイル愛撫レズ（11月27日、紅伐折羅）
- おかあさんがオムツ替え中におしっこしちゃった僕｡（12月11日、黄伐折羅）
- 鼻縛女 羞恥の戦慄 福元美砂恵（12月10日、耽美会）
- 激臭 汚ま○こ熟女マン汁ピストンオナニー（12月21日、黄伐折羅）

2013年
- 上から目線で手コキと寸止め（1月5日、ラッシュ）
- 美魔女 福元美砂恵（1月19日、趣向倶楽部プラス）
- 黒人投稿者コレクション 裏風俗で生中出しができるのか 巨棒に失神し白目を向いてイキまくる（1月22日、月見草）
- 人妻ナンパ 『奥さ〜ん だいぶ欲求不満じゃないですか？｣中出し No3（1月25日、なでしこ）
- 潜入 人妻専門耳かき店 No17（1月25日、ゴーゴーズ）
- 完全防音個室 ビデオボックスの凄いオナニー盗撮 No16（1月25日、ヴァルディ）
- 性感レズエステ3 女にイカされる汁だく熟女（2月8日、クリスタル映像）
- 生中出しあたりまえ 閉経してますから 奇跡の美魔○ 栗原真希55歳デビュー（2月21日、シュガーワークス）
- 壮年の出会い 美貌の若妻と送る明るい性生活 仲間麗奈（2月21日、ルビー）
- ほろ酔い熟女ナンパ中出し4時間 No6（2月22日、グラフィティジャパン）
- レズ顔騎糞（2月22日、深海）
- 巨根狂いの妻（2月25日、ながえスタイル）共演:新村まり子
- お姉さん達の色々なおなら（3月15日、趣向同人会）
- 対談ウンコ 便所に向かった女優のウンコ姿を覗いてみた（3月15日、排泄屋）
- 昭和エロス ふしだら熟女の手ほどき（6月20日、NEXT GROUP）他出演:葉山渚、浅倉優、霧島ゆかり、佐々木亜矢、佐々木かすみ
- 熟女狩り 3（8月10日、ブリット）他出演:大田ゆりか、三浦恵理子
- 近親ペニバンファック！ 2 （母と娘の異常性癖）（10月25日、ジャネス）他出演:稲森琴美、羽賀そら美、初美沙希、桜りお、Maika、荒木ありさ、大槻ひびき、艶堂しほり、結城みさ
- 強制お掃除フェラさせられる美熟女たち（11月22日、なでしこ）他出演:早瀬和香、木村真子、音無かおり、平山こずえ
- 超★性感レズエステ 8時間 DX（11月22日、クリスタル映像）他出演:石黒樹里、すずきりか、沢村麻耶、小倉もも、御手洗公子、寺山あやか、水澤まお、高嶋碧、結城みさ、円城ひとみ、長澤都、岬レナ、辺見麻衣、菊川亜美、桜瀬奈、北川エリカ、紫月いろは、深田梨菜、白石冴子、柳田やよい、霧島ゆかり、加納綾子、九条雛子
- 2013年RUBY年鑑 Vol.1 美熟女たちの饗宴（12月6日、ルビー）- 撮り下ろし作品総集編
- 敬語マンズリコレクション 貴方だけに見てもらいたいから…貴方だけを見つめて自慰中毒快感エクスタシー！（12月25日、セレブの友）他出演:風間ゆみ、夢野怜子、山本美和子、結城みさ、霞貴理子、城野絵里香、甲斐ミハル
- 中出し人妻不倫旅行 淫逸旅情 4時間（12月25日、ビッグモーカル）他出演:峰ひなた、平山こずえ、本庄瞳

2014年
- 淫行レズ接吻 2 ～顔舐め、鼻舐め、唾液責め～（1月5日、ジャネス）共演:初美沙希　他出演:大槻ひびき、艶堂しほり、荒木ありさ、結城みさ、Maika、羽賀そら美、桜りお、稲森琴美
- THE 暴露！撮影終了後でもADとSEXしまくる淫乱女優の実態！（1月9日、ルビー）他出演:高月和花、布施幸恵、石野裕己
- 双頭ディルド 極上レズ性感 2 （1月20日、ジャネス）共演:初美沙希　他出演:稲森琴美、桜りお、艶堂しほり、大槻ひびき、結城みさ、荒木ありさ、Maika、羽賀そら美
- エロ熟女8時間 6（1月29日、ドリームステージ）他出演:神崎久美、吾妻かおり、美山かおり、北園由香利、北原小百合、北条麻妃、松本まりな、織原亜希、渡瀬美穂、瀬野ゆかり、村上涼子、伊集院茜、若尾玲奈、水原薫子、宮崎良美、小澤さと美、小早川怜子、 西野エリカ、高月和花、松下花梨、花島瑞江、由比和美
- 近親相姦中出しレイプ（2月28日、なでしこ）他出演:木村真子、音無かおり、平山こずえ、早瀬和香
- 仲間麗奈 レズ三昧 DX4時間（3月15日、ジャネス）共演:松本まりな、大槻ひびき
- 近親相姦 色欲娘にレズられる恥母 DX4時間（3月15日、ジャネス）他出演:羽賀そら美、稲森琴美、艶堂しほり、桜りお、初美沙希、結城みさ、大槻ひびき、Maika、荒木ありさ
- 近親奴隷 息子に犯された義母　福元美砂恵（4月13日、AMORE）
- 親子ほど年の離れた女たちのレズクンニ4時間（4月19日、スタイルアート/妄想族）他出演:白河雪乃、白鳥寿美礼、星ヰいちご、荒木ありさ、雨宮真貴、Maika、桜りお、朝霧一花、結城みさ、初美沙希、南あおい、大槻ひびき、小滝みい菜、艶堂しほり、羽賀そら美、稲森琴美、名倉瞳